# Рајановце
Рајановце (алб. Rajanoc) је насеље у општини Косовска Каменица на Косову и Метохији. По законима самопроглашене Републике Косово насеље се налази у саставу општине Ранилуг. Атар насеља се налази на територији катастарске општине Рајановце површине 431 ha. Историчари сматрају да се село Рајановце у средњем веку звало Радановци и помиње се као део властелинства манастира Раванице у повељи из 1381.. Садашње село Рајановце се налази 20 минута хода источно од старог села Радановца. До 1878. године село је било српско насеље, а после Берлинског конгреса у селу се досељавају мухаџири. Пре ослобођења 1912. у селу је било 31 српско домаћинство.

## Порекло становништва по родовима
Подаци из 1931. године:
- Урошовци (10 кућа, Св. Никола). Старином су из Велике Хоче у Метохији, одакле су преци побегли од крвне освете у првој половини 18. века. Прво су се доселили у Станишор, потом прешли у Велико Ропотово, и након тога прелазе у Рајановце.
- Ивановци (16 кућа, Св. Никола): досељени из врањског краја после Урошоваца.

## Демографија
Насеље има српску етничку већину.
Број становника на пописима:
- попис становништва 1948. године: 366
- попис становништва 1953. године: 383
- попис становништва 1961. године: 455
- попис становништва 1971. године: 469
- попис становништва 1981. године: 428
- попис становништва 1991. године: 325